# Corynoptera postparvula
Corynoptera postparvula är en tvåvingeart som beskrevs av Werner Mohrig och Nina Krivosheina 1982. Corynoptera postparvula ingår i släktet Corynoptera och familjen sorgmyggor. Inga underarter finns listade i Catalogue of Life.